# Rijswijki béke

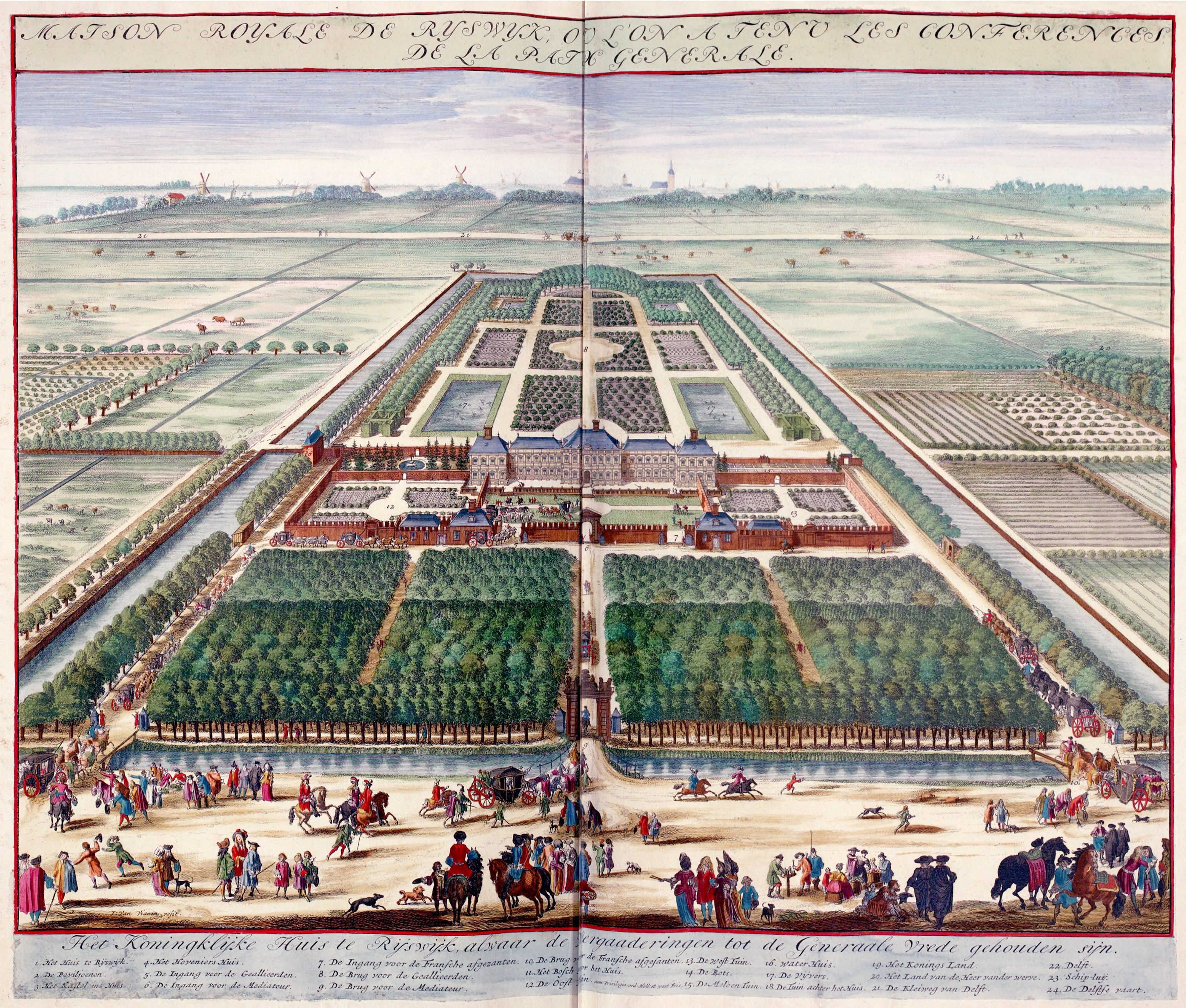
A Huis ter Nieuwburg palota, 1697.

A rijswijki békeszerződések, amelyeket 1697. szeptember 20. és október 30. között kötöttek meg a hollandiai Rijswijk városban, lezárták az 1688–1697 között 9 éven át pusztító pfalzi örökösödési háborút (más neveken: az augsburgi liga háborúját, vagy a Nagy Szövetség háborúját). A békeszerződéseket egyfelől XIV. Lajos Franciaországa, másfelől az ellene szervezett augsburgi liga (illetve a belőle 1689-ben alakult Nagy Szövetség) tagjai: a Német-római Birodalom, a Holland Egyesült Tartományok, Anglia, Spanyolország, a Savoyai Hercegség és Svédország képviselői kötötték meg. Francia forrásokra támaszkodó dokumentumok a ryswicki béke vagy ryswycki béke kifejezést használják, Rijswijk város francia névalakjával.

## Előzmények
1685-ben XIV. Lajos francia király bejelentette igényét a Német-római Birodalomhoz tartozó Rajnai Palotagrófságra (azaz a Pfalzi Választófejedelemségre). A Pfalz védelmére a két Habsburg uralkodó, I. Lipót német-római császár és II. Károly spanyol király, velük II. Viktor Amadé savoyai herceg 1686-ban létrehozta az augsburgi ligát. 1688 szeptemberében XIV. Lajos – kihasználva a török ellen harcoló Szent Liga csapatainak lekötöttségét a magyar Délvidéken – felmondta az 1684-ben 20 évre megkötött regensburgi fegyverszüneti szerződést, és háborút indított a Pfalz megszerzésére. A háború során az augsburgi ligához további uralkodók csatlakoztak,   akiknek érdekeit sértette Franciaország erőszakos és sikeres terjeszkedése: a Pfalzi, a Bajor, a Brandenburgi és a Szász Választófejedelemségek, Portugália, Svédország és a Hollandiai Egyesült Tartományok szövetsége, végül 1689-ben III. (Orániai) Vilmos angol király is. A franciaellenes ligát ettől kezdve „Nagy Szövetségnek” (Grand(e) Alliance)-nak neveztek.
A támadó francia csapatok sikerei ellenére a szövetséges haderők eredményesen tudták fékezni gyors előrenyomulásukat, a háború későbbi szakaszában a Rajnánál ellentámadásra is sor került. A visszavonuló franciák a „felperzselt föld” taktikájával éltek, a 9 éven át tartó kölcsönös pusztítás felőrölte a hadviselő felek anyagi tartalékait, 1696-ra mind  Franciaország, mind Anglia és Hollandia az összeomlás szélére jutott, a legyőzött Savoyát XIV. Lajos különbékére kényszerítette, de egyik fél sem tudott döntő győzelmet kicsikarni. A kimerült hadviselő felek a Holland Egyesült Tartományok délnyugati részén, Dél-Holland (Zuid-Holland) tartományban, a Hága közelében fekvő Rijswijk városában béketárgyalásokba kezdtek.

## A béketárgyalások
A béketárgyalások 1697 májusában kezdődtek. Franciaország képviselőinek szállása Hágában volt, a szövetséges delegátusok Delftben laktak. A tárgyalások a két város között fekvő rijswijki „Huis Ter Nieuwburg” nevű palotában folytak, itt került sor később a békeszerződések aláírására is. Az ellentétek olyan erősek voltak, hogy a megbeszélések első heteiben semmilyen közeledést nem tudtak elérni. Júniusban a két legfontosabb irányító személy, XIV. Lajos francia és III. (Orániai) Vilmos angol király megegyeztek, hogy mindketten kijelölnek egy-egy személyes főmegbízottat, akik a legszűkebb körben, bizalmasan tárgyalnak egymással. Az angol király kiválasztott főtárgyalója a németalföldi születésű William Bentinck (Hans Willem Bentinck) volt, Portland earlje (1649–1709). A francia király főmegbízottja Louis-François de Boufflers herceg volt, Cagny grófja, Franciaország marsallja (1644–1711). A két diplomata hamarosan kidolgozta a megegyezések fő feltételeit, de ezt a két Habsburg uralkodó, I. Lipót császár és II. Károly spanyol király mereven elutasította. A további egyezkedések során Spanyolország viszonylag hamar engedett, és szeptember 20-án aláírhatták az első három békemegállapodást.

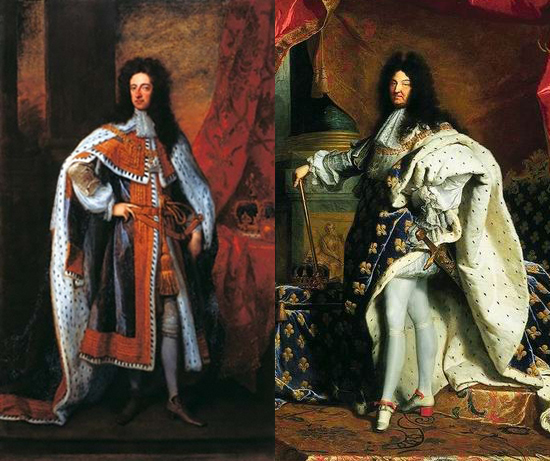
III. Vilmos angol és XIV. Lajos francia király
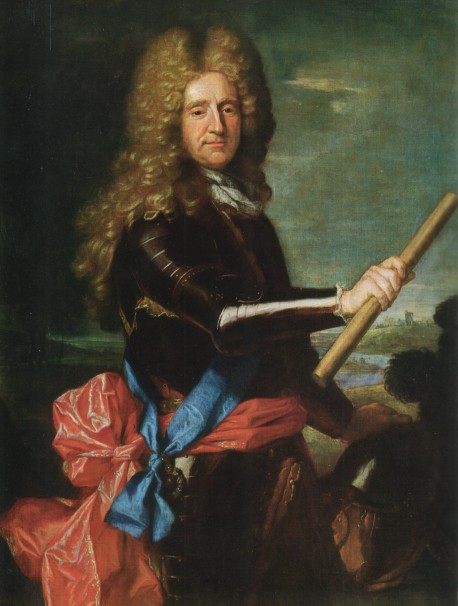
Hans Willem Bentinck, Portland earlje
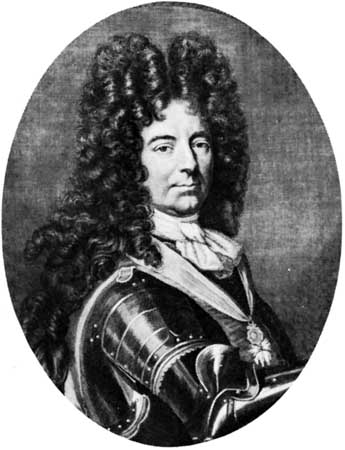
Louis-François de Boufflers herceg, marsall
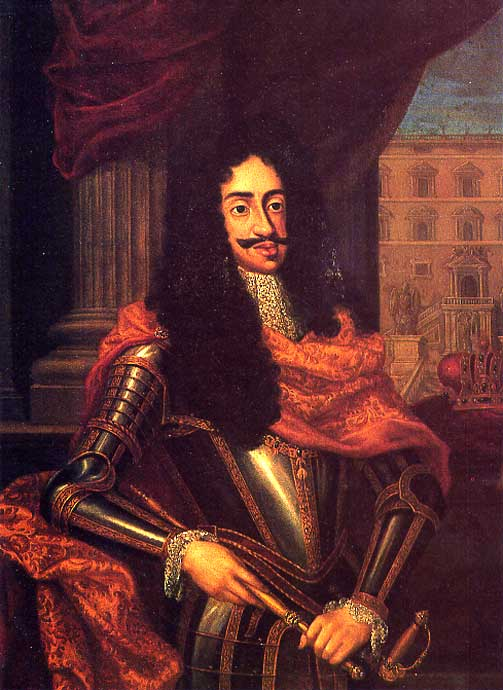
I. Lipót császár

## A békeszerződések
A rijswijki szerződések rendszere több, egymáshoz kapcsolódó, külön két- vagy háromoldalú szerződésekből állt össze, amelyek mindegyikét a hadviselő felek kötötték egymással: 

### A francia–angol szerződés
Az első szerződést 1697. szeptember 20-án Franciaország és Anglia képviselői írták alá. Ez rögzítette, hogy megszűnik a két fél között a háborús állapot, amelynek okozójaként Franciaországot jelölték meg. Mindkét fél visszaadja a másik féltől elhódított területeket. Franciaország visszakapta a Kanada partjai előtt fekvő Nouvelle-Écosse (Új-Skócia) szigetét.
XIV. Lajos emellett elismerte Orániai Vilmost Anglia királyának. (Oránia Hercege III. Vilmos néven a háború kitörése után, 1688-ban lépett Anglia, és 1689-ben Skócia trónjára.) XIV. Lajos a szerződésben ígéretet tett, hogy nem tesz ellenséges lépéseket III. Vilmos királyságai ellen, és nem támogatja tovább Vilmos katolikus ellenfelét, VII. Jakab skót királyt.

### A francia–holland szerződés
A második szerződést 1697. szeptember 20-án Franciaország és Hollandia képviselői írták alá. Ez is intézkedett a háborús állapot befejezéséről, és szintén Franciaországot jelölte meg a háború okozójaként. Mindkét fél kölcsönösen lemondott egymással szembeni korábbi és újabb keletű területi igényeiről. Hollandia kötelezte magát, hogy 16 000 pagoda váltságdíj kifizetése ellenében visszaadja Franciaországnak az elfoglalt Pondichéry (ma: Puduccseri) gyarmatot, India délkeleti partvidékén). A két fél kereskedelmi megállapodást is kötött egymással.
Hollandia jogot szerzett, hogy saját helyőrségeket állomásoztasson a franciák által a Spanyol-Németalföldtől elfoglalt, és a spanyoloknak visszaszolgáltatott Namur és Ypres (Ieper) erődítményeiben.

### A francia–spanyol szerződés
A harmadik szerződést is 1697. szeptember 20-án írták alá, ezúttal Franciaország és Spanyolország delegátusai. Ez lezárta a Franciaország által Spanyolország ellen megindított háborút. A két fél megegyezett, hogy – a szerződésben foglalt kivételekkel – kölcsönösen visszaadják a háborúban egymástól elragadott területeket.
A szerződés értelmében Franciaország megtarthatott több kisebb (a háborúban elfoglalt) területsávot Katalónia határvidékén. Ugyanakkor vissza kellett adnia Spanyolországnak az elhódított Katalóniát, így Barcelona, Girona, Roses, Bellver de Cerdanya városokat, Cerdaña vidéket (Comarca Cerdaña). XIV. Lajos megtarthatta az 1681–1684 között az ún. „újraegyesítési” háborúkban megszerzett spanyol-németalföldi hódításainak egy részét is, de vissza kellett adnia a Brabanti Hercegséget, és a fontos Mons–Luxembourg–Kortrijk erődláncot is.
A Liège-i Püspökség megkapta a spanyol-németalföldi Dinant erődített városát. A Pármai Hercegség megkapta a tirrén-tengeri Ponza szigetét.
A karib-tengeri Hispaniola szigetét, a spanyol Santo Domingo gyarmatot a békeszerződés két részre osztotta, délkeleti fele megmaradt spanyol fennhatóság alatt (a mai Dominikai Köztársaság), nyugati felét Franciaország megtarthatta (a mai Haiti). Haiti lakosai a francia polgárokkal azonos jogokat kaptak.

### A francia–német szerződés
A következő hónapban Orániai Vilmos király személyesen tárgyalt Lipót császárral, aki az 1679-es nijmegeni békeszerződés teljes és maradéktalan revízióját kívánta. 1697. szeptember 11-én a magyar Délvidéken harcoló birodalmi csapatok a zentai csatában vereséget mértek az Oszmán Birodalom haderejére. Lipót császár ekkor még magasabbra srófolta követeléseit, de III. Vilmos király közvetítésével mégis a kétfrontos háború lezárása mellett döntött, és elfogadta a francia–angol béketervet. A negyedik szerződést 1697. október 30-án írták alá, egyfelől Franciaország, másfelől a császár, utóbbi a Habsburg Birodalom és a Német-római Császárság nevében.

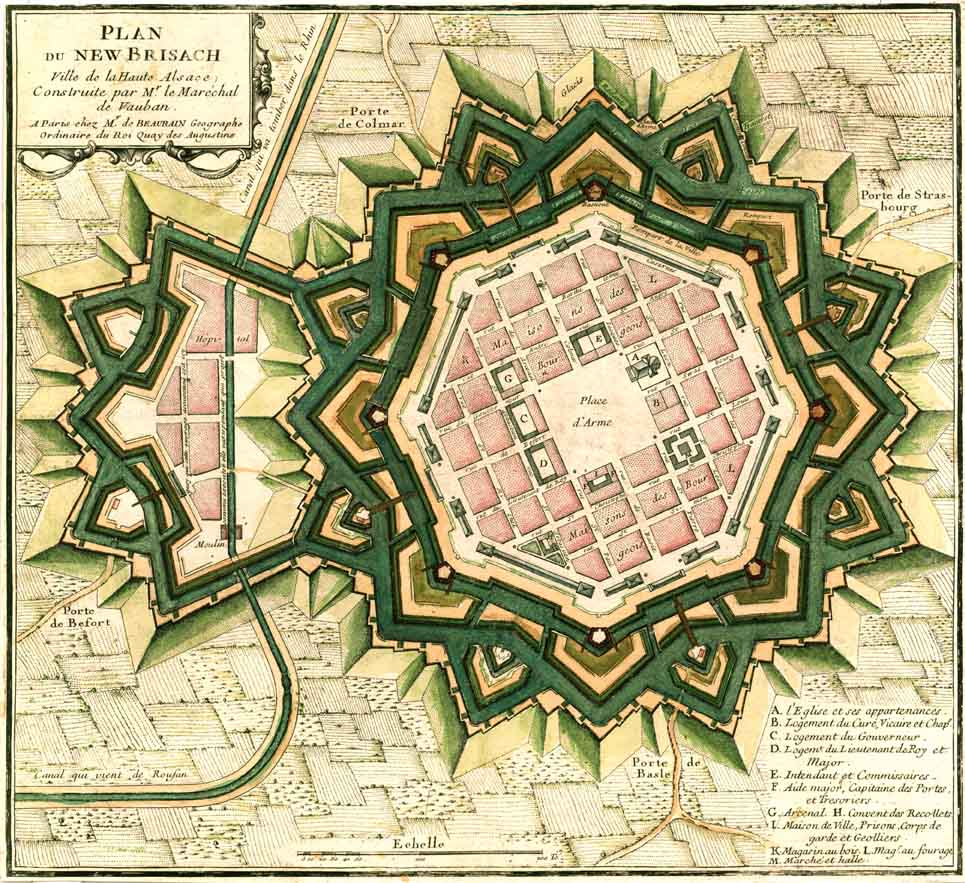
Az új Neuf-Brisach erőd Elzászban.

A francia–német megállapodás alapját a nijmegeni szerződés részleges revíziója képezte. Franciaországnak – mint a háború kirobbantójának – vissza kellett adnia az 1672–1678-as francia–holland háborúban a Német-római Birodalomtól elragadott minden várost és körzetet (a Rajna egész jobb partját), de Lipótnak több engedményt is el kellett fogadnia. Visszakerült a Birodalomhoz Freiburg im Breisgau, Breisach és Philippsburg erődje, ugyanakkor XIV. Lajos megtarthatta Strasbourg szabad birodalmi várost és csaknem egész Elzászt. Ezek máig Franciaországhoz tartoznak. XIV. Lajos megszerezte továbbá a Saar-vidék egy részét is. Saarelouis-ban azonnal megkezdték a hatalmas francia erődítményrendszer kiépítését. Breisach erődjét a franciák csak 1700. április 1-jén adták át a császáriaknak, amikor a Rajna elzászi (bal) partján elkészült Vauban marsall egyik mesterműve, a Breisachot helyettesítő új Neuf-Brisach erődrendszer.
Érvénytelenítették a nijmegeni békeszerződésnek azt a rendelkezését, amely szerint a Franciaország és a vele „egyesített”, de birodalmi területen fekvő enklávék között a francia hadsereg és az utánpótlás mozgását korlátlanul biztosítani kell. A rijswijki szerződés a francia csapatok belépését birodalmi területre előzetes bejelentéshez kötötte, és az átvonuló csapatoknak és szekéroszlopoknak a birodalmi megbízottak által kijelölt legrövidebb útvonalat használva, a lehető leggyorsabban el kellett hagyniuk a Birodalom területét.
A Lotaringiai Hercegséget és Bar Hercegségét, amelyeket XIV. Lajos már csaknem három évtizede, 1670 óta tartott megszállva, a békeszerződés értelmében vissza kellett adnia jogos uralkodójának, Lipót József lotaringiai hercegnek, az 1690-ben elhunyt V. Károly lotaringiai herceg, császári hadvezér fiának. (XIV. Lajos mindenesetre kikötötte, hogy a francia haderő bármikor átvonulhasson a hercegségek területén). (Eleonóra Mária Jozefa főhercegnő, V. Károly herceg özvegye, aki egész életében azért harcolt, hogy fiát visszahelyezzék a XIV. Lajos által elorzott apai örökségébe, végre elérte célját, de alig néhány nappal a szerződés ratifikálása után, 1697. december 17-én elhunyt.)
A szerződésben XIV. Lajos kötelezte magát, hogy nem avatkozik a Kölni Érsekség (választófejedelemség) ügyeibe. Visszahelyezték Köln érseki székébe az előző pápa által 1688-ban kinevezett, de a franciák által nyomban elmozdított József Kelemen bajor herceget.
Lipót elismerte Strasbourgnak „örök időkre” Franciaországhoz tartozását. Visszahelyezték jogaiba Strassburg püspökét. A Franciaországba bekebelezett területek (német) lakosságának egy év határidőt biztosítottak az elköltözésre. A rajnai határon nem vezettek be újabb kereskedelme vámokat (Rheinzölle).
Lajos visszaadta a Birodalomnak a Rajnai Palotagrófságot (a Pfalzi Választófejedelemséget, a későbbi Kurpfalzot), és lemondott a fejedelemség trónjának igényéről is, amelyre a háború kirobbantásakor mint casus bellire hivatkozott. A pfalzi örökség további sorsáról döntőbírónak XII. Ince pápát kérték fel, aki a katolikus János Vilmos választófejedelmet visszahelyezte jogaiba.

### A pfalzi rekatolizáció
A szerződés 4. cikkelyében, amelyet német nyelvterületen „rijswijki záradéknak” (Die Rijswijker Klausel) neveznek, XIV. Lajos kikötötte, hogy a Rajna keleti (jobb) partján fekvő, a protestáns német fejedelemségekhez visszakerülő területeken a római katolikus vallás gyakorlását továbbra is biztosítani kell, ahogyan az a francia megszállás alatt volt.
Pfalz lakosságának többsége protestáns volt, maga János Vilmos választófejedelem azonban katolikus. A „rijswijki záradék”, amely kimondta, hogy a francia megszállás idején végrehajtott rekatolizációt nem lehet visszacsinálni, módot adott a választófejedelemnek arra, hogy hivatalosan és erőtejesen támogassa a katolikus egyház ellenreformációs törekvését Pfalz területén. 1698. október 26-án bevezette a Simultaneum rendelkezést, amely a katolikusoknak használati jogot adott minden református egyházi tulajdonban álló épületre, templomra, temetőre, a reformátusoknak viszont megtiltotta, hogy a katolikus tulajdont használják. 1699 júniusában a fejedelem a református egyházi vagyont földesúri kezelésbe utalta, megszüntetve annak anyagi függetlenségét (Administrationskommission).
Ez a „rijswijki záradék” túlélte a későbbi háborúkat és békekötéseket. Egészen 1734-ig érvényben maradt, amikor VI. Károly császár érvénytelenítette.

## Következmények

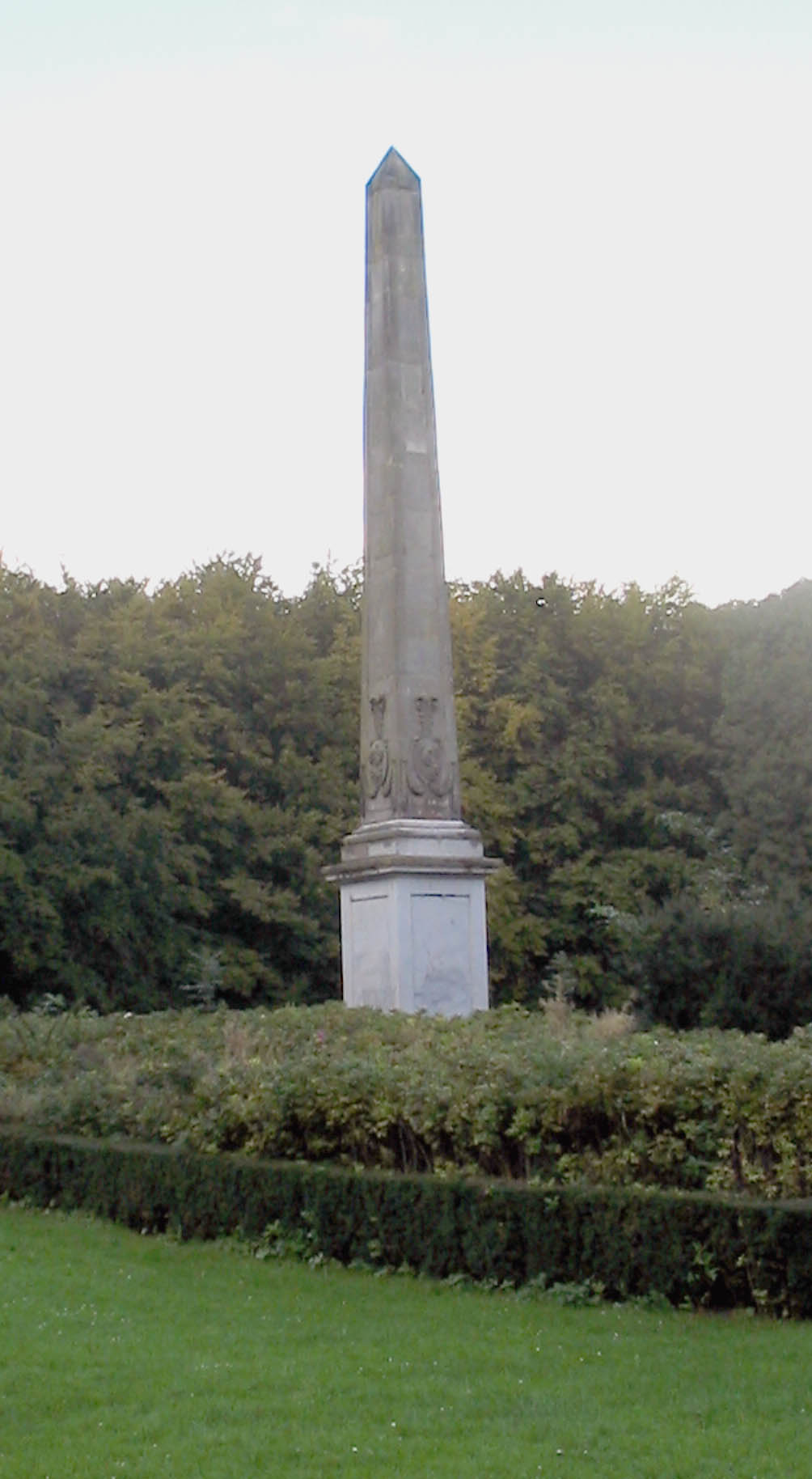
A békekötés emlékoszlopa, a „Rijswijki tű”, a lebontott Nieuwburg palota helyén

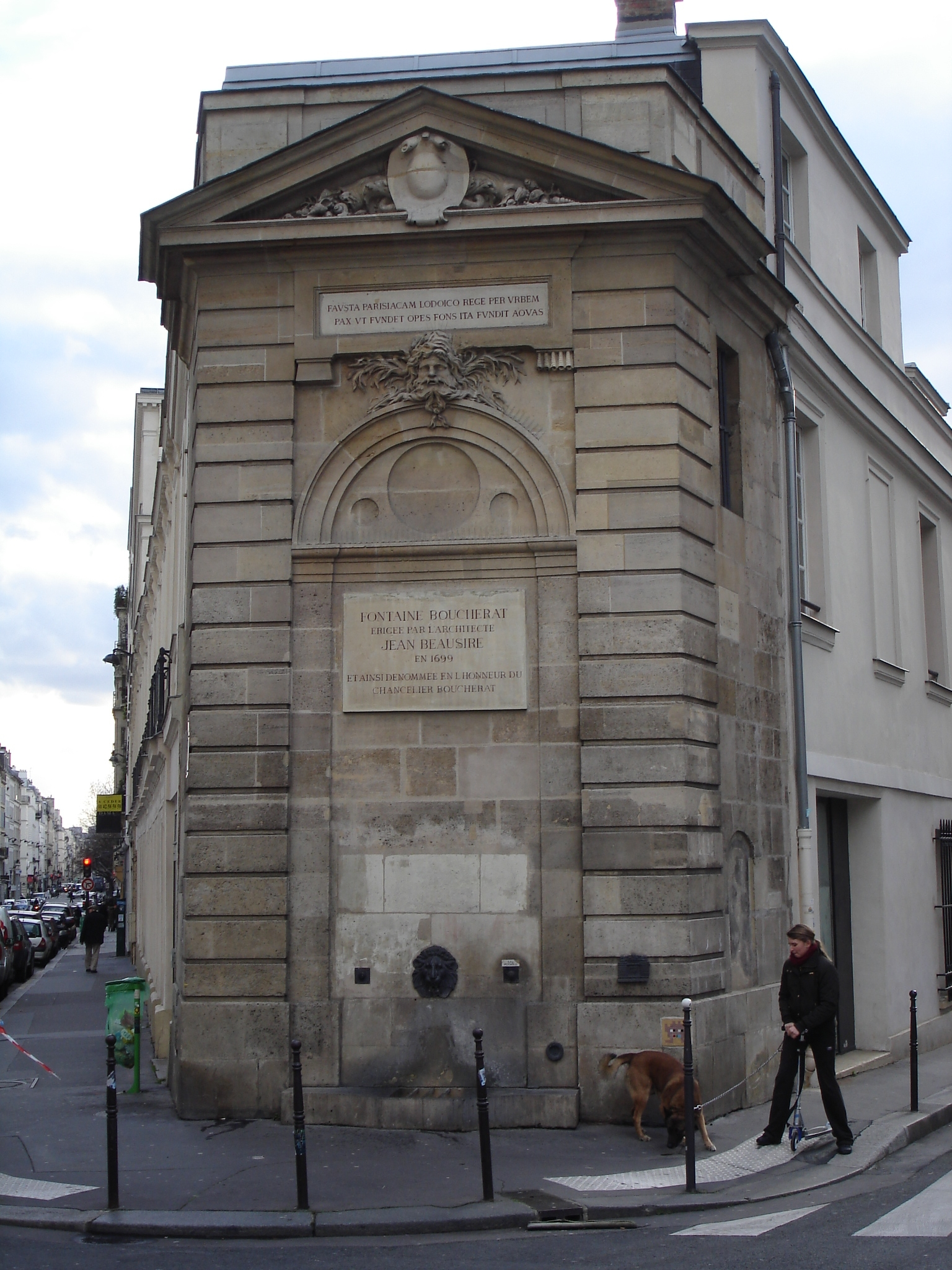
A párizsi Boucherat-kút

A ryswicki békeszerződést az uralkodók 1697. december 13-án ratifikálták.
A kétfrontos háborúban lekötött I. Lipót császárnak – szövetségesei segítségével – sikerült lélegzetvételhez jutnia: a keleti fronton, a Szent Liga háborújában Savoyai Jenő zentai győzelmével (1697. szeptember 11.) és a karlócai békével (1699. január 26.) sikerült lezárnia, a nyugati fronton, a augsburgi liga háborújában is jelentős engedményeket tudott kicsikarni XIV. Lajostól, aki kénytelen volt belátni, hogy országa nem képes tartósan háborúzni egy erős európai nagyhatalmi szövetséggel szemben. A rijswijki békekötés a hadviselő felek teljes kimerülése nyomán jött létre, a fennálló nagyhatalmi ellentétek változatlanul fennmaradtak. A béke tehát nem lehetett tartós, a szemben álló felek erőt gyűjtöttek a következő összecsapáshoz.
1700-ban II. Károly, az utolsó Habsburg-házi spanyol király férfi utód nélkül elhunyt, a spanyol koronára pályázó Bourbon-ház és Habsburg-ház szövetségei között 1701-ben kirobbant a 14 éven át tartó spanyol örökösödési háború, amely ismét átrendezte az európai hatalmi erőviszonyokat.

## A békekötés emlékezete
- A rijswijki „Huis Ter Nieuwburg” palota, amelyet az Oránia-Nassau-ház helytartói építették 1633–1636 között, ma már nem látható, 1790-ben lebontották. Helyén egy obeliszket állítottak, amely a 9 éven át pusztító háborút lezáró békeszerződésre emlékeztet. A köznyelv a „rijswijki tű” (Naald van Rijswijk) becenevet adta neki.
- 1697-ben Louis Boucherat (1616–1699), Franciaország kancellárja – aki a nantes-i ediktum visszavonását a gyakorlatban foganatosította  – Párizsban, a nevét viselő Boucherat utcában egy díszkutat építtetett uralkodója tiszteletére (alkotója Jean Beausire műépítész). A forrásvizű kúton latin nyelvű felirat hirdeti a hálás alattvalók köszönetét a békéért, amelyet a király adott népének és fővárosának: FAVSTA PARISIACAM LODOICO REGE PER VRBEM PAX VT FVNDET OPES FONS ITA FVNDIT AQVAS, azaz „A Lajos király által kötött béke úgy ontsa a bőséget Párizs városára, ahogyan e forrás adja vizét.” A díszkút (Fontaine Boucherat) ma is eredeti helyén, Párizs 3. kerületében, a mai Turenne és Charlot utcák találkozásánál áll.